# José Mascareñas
José Maria Mascareñas (* 1790 in Ourense; † 1862 in Madrid) war ein Parteigänger des Carlismus und bolivianischer Diplomat.

## Leben
José Mascareñas war der Sohn des Generals José Mascareñas; weitere Vorfahren waren Pedro Mascarenhas und José de Mascarenhas da Silva e Lencastre (* 2. Oktober 1708; † 13. Januar 1759), letzter Herzog von Aveiro, dessen gescheiterter Anschlag auf Joseph I. zur Vertreibung der Jesuiten aus Portugal beitrug.
Ferdinand VII. hob am 29. März 1830 die Lex Salica durch eine pragmatische Sanktion auf, wodurch seine Tochter Isabella II. ihm auf den Thron folgte.
José Mascareñas focht als Oberst für eine Thronfolge durch Carlos María Isidro de Borbón. Nach dem ersten Carlistenkrieg floh José Mascareñas 1839 mit Carlos Luis de Borbón über Bourges nach London.
In London wurde José Mascareñas Sekretär von Antonio Acosta, dem bolivianischen Generalkonsul.
In einem Bittbrief vom 22. Mai 1839 an Cirilo de Alameda Brea reklamiert Mascareñas für sich, Carlisten mit bolivianischen Reisepässen ausgestattet zu haben, während sich José Joaquín de Mora und Vicente Pazos Kanki wechselseitig bezichtigten, den entsprechenden Handel zu betreiben.
Das Generalkonsulat stellte Visa für Bolivien aus, und die Reederei William Scholey y Compañía hatte sich 1845 vertraglich das Monopol auf den Personenverkehr im Rahmen der Kolonisation von Bolivien zusichern lassen. José Mascareñas fand ein Auskommen, indem er die Passagierdaten der Visumanträge an die britischen Behörden weiterreichte.
Anfang November 1839 wurde Andrés de Santa Cruz durch ein Gesetz zum Verräter am Vaterland, des Namens eines Bolivianers für unwürdig und außerhalb des Gesetzes stehend erklärt. 1843 wurde sein Eigentum in Bolivien beschlagnahmt, worauf er sich zur bolivianisch-peruanischen Grenze begab, wo er von den Peruanern verhaftet und nach Europa abgeschoben wurde. In Europa wurde Santa Cruz Gesandter von José Ballivián und suchte Anerkennung für die Errichtung einer Monarchie in Bolivien.
Als Monarchen hatte er anfangs sich selbst vorgesehen, da dies aber bei Ballivián keinen Anklang fand, war erklärtes Ziel, Agustín Muñoz, Herzog von Tarancón (* 1837; † 1855), Sohn von Maria Christina von Neapel-Sizilien und Agustín Fernando Muñoz y Sánchez, mit einer Tochter von Juan José Flores zu verheiraten und auf den Thron von La Paz zu setzen. Henry John Temple, 3. Viscount Palmerston zeigte sich anfangs aufgeschlossen gegenüber dieser Form der postkolonialen Politik. Andrés de Santa Cruz ernannte Pedro José Domingo de Guerra zu seinem Geschäftsträger und ließ ihn bei Louis-Philippe I. und Pius IX. um Anerkennung der bolivianischen Monarchie werben.
Zeitgleich sollten Monarchisten als Kolonisten in Bolivien einsickern. Im Rahmen der Visumerteilung erhielt José Mascareñas Kenntnis von der Verschwörung.
José Mascareñas sah im Sohn von Maria Christina von Neapel-Sizilien einen Gegner des Carlismus und überzeugte Henry John Temple, 3. Viscount Palmerston, dass hinter dem Unterfangen Louis-Philippe I. stand, worauf dieser die Schiffe, die die angeworbenen Europäer nach Amerika bringen sollten, in britischen Häfen beschlagnahmen ließ.
Nachdem der Plan, einen Sohn von Christina zum König von Bolivien zu machen, vereitelt war, suchte Mascareñas als Vertreter von William Scholey y Compañía die Anerkennung von Carlos Luis de Borbón als König von Bolivien.
Am 20. Februar 1848 erhielt Ludwig von Oettingen-Wallerstein einen Brief von José Mascareñas.
Mit Datum vom 4. Februar 1848 führte in einem gesonderten Brief die William Scholey y Compañía den Augsburger Tabakfabrikanten Carl Ludwig von Lotzbeck (* 7. Februar 1754 Lahr/Schwarzwald, † 13. Mai 1826 ebenda) als Referenz an.
In dem Brief skizzierte José Mascareñas seine Vorstellung von einer Monarchie in Bolivien.
Am 25. Februar 1848 zahlte Maurice de Hirsch auf Weisung von Ludwig I. 3.000 Gulden für Carlos Luis de Borbón an Masareñas.

## Ein Wittelsbacher auf dem Inkathron
Sebastian Franz von Daxenberger war Sekretär von Maximilian II. Joseph. Sein Talent für Öffentlichkeitsarbeit zeigte er, als er nach der Abschaffung der Zensur als Ministerialrat des bayrischen Ministeriums des äußeren und des inneren Staatsrechts sich mit korrigierenden Artikeln an die Presse wandte, um das richtige Licht auf politische Maßnahmen zu werfen.
Zum Vorgang José Mascareñas verfasste er die Denkschrift Die Berufung eines bayerischen Prinzen auf den Thron von Bolivien.
„Die Umwandlung der südamerikanischen Republiken in erbliche Königreiche ist keineswegs eine Chimäre, es scheint in der Bestimmung Amerikas zu liegen, dass, während dessen nördliche größtenteils protestantische Hälfte dem Vorbilde der Vereinigten Staaten nach allmählich ganz republikanisch werde, die südliche, katholische Hälfte, an Brasilien Beispiel nehmend, in Monarchien übergeht. Mejico, Ecuador, Venezuela und Peru dürften ebenso wie Bolivien einzelne, vielleicht auch bald verbundene Königsstaaten werden, und es ist öffentlich bekannt geworden, dass die Königin Christine von Spanien für ihre Kinder zweiter Ehe zu solchen Endzweck wichtige Versuche bereits gemacht hat.“
Ludwig von Oettingen-Wallerstein dokumentierte in einem Brief an Maximilian II. Joseph die Auffassung von Ludwig I. zum Thema einer Monarchie für Bolivien:
Er schrieb, Ludwig I. erkannte „auf den ersten Blick die unermeßliche Tragweite des Gegenstands. Er verhehlte sich nicht die Schwierigkeiten, denen eine junge südamerikanische Republik seitens nicht nur der öffentlichen Meinung jenes Weltteils überhaupt, sondern auch der mächtigen nordamerikanischen Union insbesondere begegnen müsse, er sah voraus, wie selbst für den Fall glückender Bewältigung jener Schwierigkeiten die beabsichtigten Throne ein Ziel teils dynastischen Ehrgeizes, teils politischen Einflußstrebens für alle Flotten besitzenden Großstaaten werden dürften wie vorzugsweise die vereinten Interessen aller außerdeutschen Kabinette diesseits und jenseits des Äquators der Begründung eines deutschen Herrschertums in der neuen Welt unbedingt widerstreiten, wie nebstbei Lord Palmerstons Leidenschaftlichkeit Himmel und Erde in Bewegung setzen werde, um das ihm aus Griechenland und griechischen Dingen so verhaßte bayerische Regentenhaus von einer zweiten Reichsbegründungsaufgabe fernzuhalten. Er fühle aber auch, was für seine Familie, was für Deutschland in einer solchen Idee ruhe.“
„Er vergegenwärtigte sich das herrliche gemäßigte Klima jener Länder, den ungeheuren Umfang sowie den beinahe fabelhaften Reichtum ihres Bodens, ihrer vorzugsweisen Tauglichkeit für germanische Einwanderung und ihrer Sehnsucht nach germanischen Einwanderern.“
„Er sehe ein, ein deutscher Regentenast, nach der anderen Hemisphäre verpflanzt, werde rasch eine deutsche Bevölkerung nach sich ziehen, mit dem Auftreten dieser Bevölkerung gewinne auch jener Ast einen unerschütterlichen nationalen Boden, und gelinge es dem jugendlichen Herrscher, eine ganz kurze Übergangsphase glücklich zu durchschiffen, so erhalte er seinem Gesamtvaterland, ohne Vergeudung von Reichtümern, ohne Blutvergießen, was seine politische und seine kommerzielle Größe bedingt, er erhalte einen großartigen wesentlich deutschen Haltpunkt, und mittels dieses Haltpunkts, neben der ersehnten Vorbedingung selbständiger Schifffahrt und selbständigen Warenaustausches, auch einen gesicherten ehrenhaften Abzugskanal für seinen Bevölkerungsüberschuß, also ein Haupterfordernis zur Lösung der sozialen Frage.“
Diese Betrachtungen überwogen in seinem durch und durch deutschen Herzen. Ihm galt die in Aussicht gestellte Krone als eine Mission zugunsten Deutschlands.
„Ohne Zögern“, so versicherte Wallerstein, „war sein Entschluß gefaßt, die ohnehin keinen Bedenken unterliegende Anerkennung des von der halben Welt und selbst von dem eigenen Mutterland anerkannten Bolivien sollte alsbald erfolgen: Das daran sich knüpfende Aufstellen eines einsichtsvollen Konsularagenten sollte einen sicheren Einblick in die Verhältnisse anbahnen, und für den Fall sich herausstellender Ausführbarkeit wollte König Ludwig alles aufbieten, um ein fähiges Mitglied der älteren oder jüngeren bayerischen Linie zur Annahme des bolivianischen und nach Umständen bolivianisch-peruanischen Kaisertums zu bewegen.“
Die Adoption von Carlos Luis de Borbón durch Ludwig I. stand noch aus, als am 6. März 1848 das Kabinett von Ludwig von Oettingen-Wallerstein durch das Kabinett von Klemens von Waldkirch abgelöst wurde.
Am 20. März 1848, als Maximilian II. Joseph Ludwig I. ablöste, verfasste Klemens von Waldkirch eine Denkschrift, in der er eine Reihe von Ungereimtheiten im Angebot der bolivianischen Krone aufzeigte, und bezeichnete in einem Gespräch mit Mascareñas dessen Pläne als zurzeit inopportun, worauf Mascareñas um seinen Pass bat, den er Wallerstein übersandt hatte.
Am 23. März 1848 überbrachte Mascareñas Ludwig I. einen Abschiedsbrief, in dem er an die günstige Aufnahme erinnerte, die sein Vater und Wallerstein seinen Vorschlägen bereitet hätten; er müsse München mit dem Kummer verlassen, dass seine Bemühungen nicht zu dem Ziel führten, das er sich vorgesetzt hatte. „Ich verlasse München, weil ich sehe, dass das Interesse des königlichen Hauses nicht mehr verstanden wird.“
Am 31. März 1848 holte Klemens von Waldkirch Erkundigungen über José Mascareñas bei August von Cetto (* 1794; † 1879), bayerischer Gesandter in London, ein. Am 8. April 1848 antwortete Cetto, dass Bolivien in London keinerlei diplomatische oder konsularische Vertretung unterhalten werde. José María Linares sei zwar zum Botschafter in London ernannt worden, sei dort aber nie angekommen. Bei seinen Erkundigungen zu José Mascareñas traf Cetto auf jemanden, der behauptete, dessen Familie zu kennen, dieser stellte José Mascareñas als Abenteurer und Schwindler dar. Sein Modus Operandi sei, sich als mit einer Sendung betraut aufzuspielen und so einfach Gimpel zu finden und Geld zu erlangen.

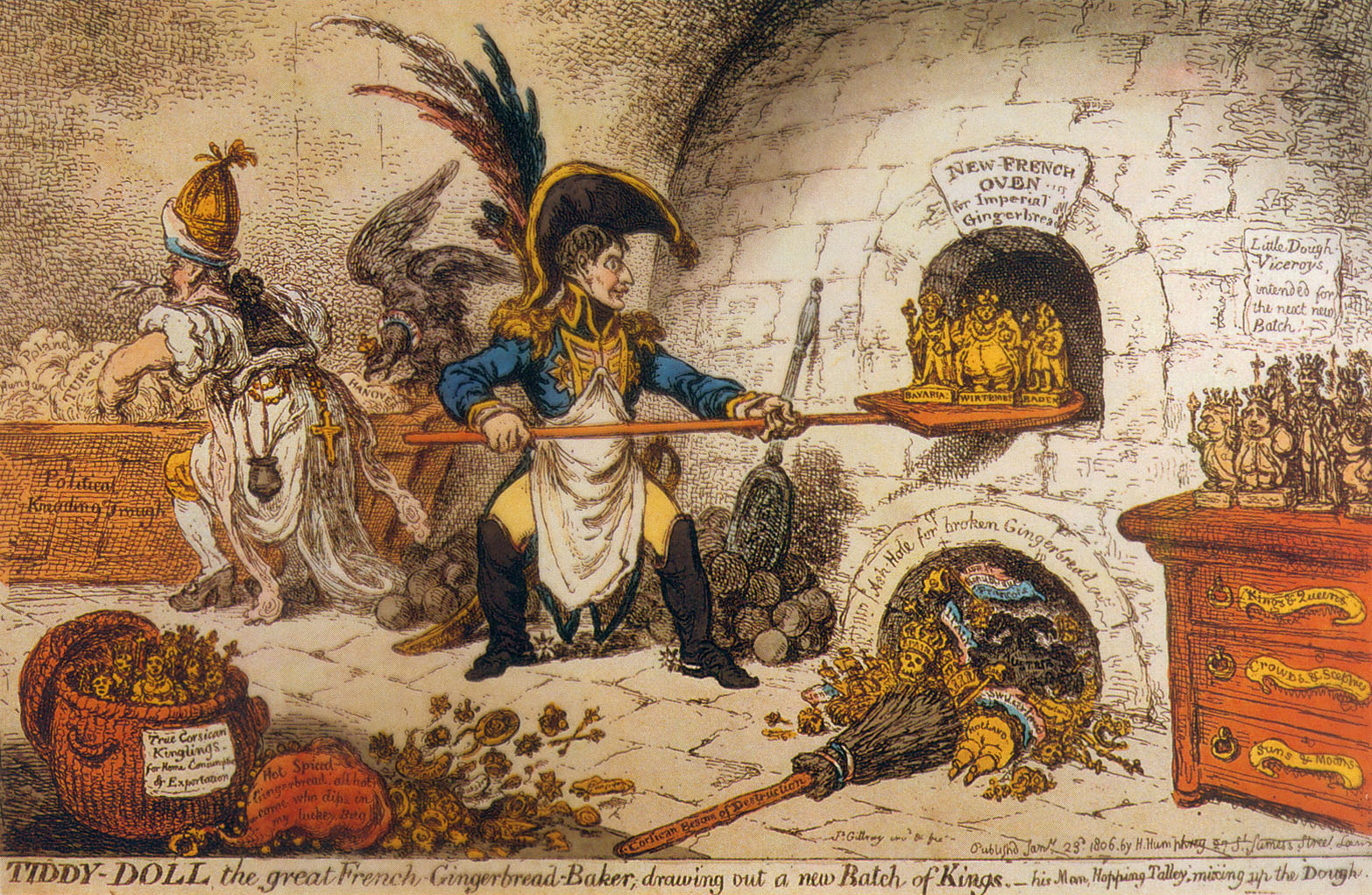
Karikatur von James Gillray: Tiddy Doll, der große französische Pfefferkuchenbäcker, zieht einen Schub frischgebackener Könige aus dem Ofen, 23. Januar 1806